# Nice Wings, Icarus!
Nice Wings, Icarus! (скорочено NWI!, в перекладі з англійської «Гарні крила, Ікаре!») — київський інструментальний пост-рок гурт.

## Склад
| Юрій Нагорний       | гітара     |
| Юрій Касьяненко     | барабани   |
| Сергій Заїка        | гітара     |
| Вадим Матузенко     | бас-гітара |
| Данило Грудзинський | скрипка    |

## Історія
"Nice Wings, Icarus!" був створений у лютому 2008 року гітаристом Юрієм Нагорним та барабанщиком Юрієм Касьяненком — колишніми учасниками "Taste of Tiramisu", які мали схожі музичні смаки . Влітку склад гурту остаточно сформувався, коли до нього приєдналися скрипаль, другий гітарист, а згодом і бас-гітарист.
Перший виступ NWI! відбувся у грудні 2008 року в київському арткафе "Філін". За час свого існування гурт дав більше десяти концертів у Києві, та кілька концертів у Львові.
З огляду на незвичне звучання та досить складну музику, багато виступів гурту зривалося, або на них приходила доволі невелика кількість слухачів, як от під час спільного концерту з Krobak та Koala Pascal в київському клубі "Bingo". 
Виступали на одній сцені із такими відомими у світі групами як Caspian (пост-рок) у 2010 році та Rosetta (пост-метал) у 2011.
У 2011 році гурт взяв у конкурсі Neuro Music, організованого польським центром культурної діяльності "Firlej", і за результатами інтернет голосування вийшли у фінал зайнявши третє місце.
Після виходу другого альбому наприкінці 2011 року Юрій Касьяненко заявив, що на той момент гурт "сказав усе, що хотів" і не знає, як складеться доля "Nice Wings, Icarus!" надалі . Потому гурт припинив свою діяльність.

## Дискографія

### Nice Wings, Icarus! (2009)
Випущений 20 грудня 2009

Обкладинка альбому "Nice Wings, Icarus!" (2009)

Перший і однойменний альбом гурт записав на студії «Bambrafone». Примітна доволі хороша якість запису, причому весь альбом гурт писав наживо.
| Номер               | Назва композиції                         | Тривалість |
| ------------------- | ---------------------------------------- | ---------- |
| 01                  | Morning Glory                            | 04:51      |
| 02                  | Those, Who Built The Pyramids            | 06:04      |
| 03                  | I've Not Seen Any Angels, Just Emptiness | 04:30      |
| 04                  | Birth                                    | 09:20      |
| 05                  | Across The Seas                          | 06:57      |
| 06                  | Journey Back Home                        | 04:07      |
| 07                  | Eagle                                    | 05:39      |
| Загальна тривалість | Загальна тривалість                      | 41:28      |

### Aurora (2011)

Обкладинка альбому "Aurora" (2011)

Випущений 11 грудня 2011
| Номер               | Назва композиції    | Тривалість |
| ------------------- | ------------------- | ---------- |
| 01                  | Kids vs. Machinery  | 06:47      |
| 02                  | Mastodon            | 07:48      |
| 03                  | Aurora              | 14:34      |
| 04                  | Haunted House       | 09:50      |
| Загальна тривалість | Загальна тривалість | 38:59      |

### Збірки
Також композиції у виконанні NWI! увійшли до складу музичних збірок:
- 15-тої компіляції порталу The Silent Ballet (тут наявні також треки у виконанні добре відомих для шанувальників пост-року гуртів ef та Youth Pictures of Florence Henderson)[7]
- музичної збірки «Лінія Втечі awards Vol.1», виданої мистецькою організацією «Лінія втечі» (до збірки входять композиції від виконавців, що виступали на концертах організованих «Лінією втечі»).